# Делавэр (округ, Индиана)
Де́лавэр (англ. Delaware County) — округ в штате Индиана, США. Официально образован в 1827 году. По состоянию на 2010 год, численность населения составляла 117 671 человека.

## География
По данным Бюро переписи США, общая площадь округа равняется 1 025,408 км2, из которых 1 015,592 км2 суша и 3,780 км2 или 0,950 % это водоёмы.

## Население
По данным переписи населения 2000 года в округе проживает 118 769 жителей в составе 47 131 домашних хозяйств и 29 692 семей. Плотность населения составляет 117,00 человек на км2. На территории округа насчитывается 51 032 жилых строений, при плотности застройки около 50,00-ти строений на км2. Расовый состав населения: белые — 90,73 %, афроамериканцы — 6,72 %, коренные американцы (индейцы) — 0,23 %, азиаты — 0,66 %, гавайцы — 0,05 %, представители других рас — 0,47 %, представители двух или более рас — 1,13 %. Испаноязычные составляли 1,10 % населения независимо от расы.
В составе 27,80 % из общего числа домашних хозяйств проживают дети в возрасте до 18 лет, 48,50 % домашних хозяйств представляют собой супружеские пары проживающие вместе, 10,90 % домашних хозяйств представляют собой одиноких женщин без супруга, 37,00 % домашних хозяйств не имеют отношения к семьям, 28,20 % домашних хозяйств состоят из одного человека, 10,40 % домашних хозяйств состоят из престарелых (65 лет и старше), проживающих в одиночестве. Средний размер домашнего хозяйства составляет 2,37 человека, и средний размер семьи 2,90 человека.
Возрастной состав округа: 22,10 % моложе 18 лет, 16,90 % от 18 до 24, 25,60 % от 25 до 44, 21,90 % от 45 до 64 и 21,90 % от 65 и старше. Средний возраст жителя округа 34 лет. На каждые 100 женщин приходится 92,20 мужчин. На каждые 100 женщин старше 18 лет приходится 89,20 мужчин.
Средний доход на домохозяйство в округе составлял 34 659 USD, на семью — 45 394 USD. Среднестатистический заработок мужчины был 36 155 USD против 23 268 USD для женщины. Доход на душу населения составлял 19 233 USD. Около 9,00 % семей и 15,10 % общего населения находились ниже черты бедности, в том числе — 15,70 % молодежи (тех, кому ещё не исполнилось 18 лет) и 8,00 % тех, кому было уже больше 65 лет.